# Cratoneuron
Cratoneuron là một chi rêu trong họ Amblystegiaceae.